# Rue Charles-François-Dupuis
Rue Charles-François-Dupuis je ulice v Paříži v historické čtvrti Marais. Nachází se ve 3. obvodu.

## Poloha
Ulice vede od křižovatky s Rue Dupetit-Thouars, kde navazuje na Rue Eugène-Spuller, a končí na křižovatce s Rue Béranger.

## Historie
Ulice byla zřízena dekretem z 9. září 1809 na pozemcích bývalého templářského kláštera. Charles-François Dupuis (1742–1809), po kterém byla ulice pojmenována, byl francouzský filozof, vědec a politik.